# بول ميسكال
بول ميسكال (مواليد 2 فبراير 1996) هو ممثل أيرلندي، عرف لدوره في مسلسل أناس عاديون.

## وصلات خارجية
- بول ميسكال على موقع IMDb (الإنجليزية)
- بول ميسكال على موقع مونزينجر (الألمانية)
- بول ميسكال على موقع ألو سيني (الفرنسية)
- بول ميسكال على موقع ميوزك برينز (الإنجليزية)
- بول ميسكال على موقع قاعدة بيانات الفيلم (الإنجليزية)